# Macularia sylvatica
Macularia sylvatica is een slakkensoort uit de familie van de tuinslakken (Helicidae). De wetenschappelijke naam van de soort werd in 1801 voor het eerst geldig gepubliceerd door Jacques Draparnaud. Hij werd ooit gezien als een naaste verwant van de zwartgerande tuinslak (Cepaea nemoralis), maar behoort in feite niet tot het geslacht Cepaea.

## Kenmerken
Het rechtsgewonden slakkenhuisje is 18–25 mm (zelden tot 28 mm) breed en 12–16 mm hoog. Boven de boomgrens zijn de dieren over het algemeen kleiner en bereiken de schelpen slechts een diameter van 16 tot 17 mm. De schelp is iets ingedrukt bolvormig en heeft 5 tot 6 windingen die regelmatig groeien. Bij volwassen dieren valt de snuit iets weg van de windingas. De lip in de mond is bruinachtig bij de navel, licht tot witachtig naar de naad toe. In het windinggebied is de lip verstevigd als een winding, een kenmerk van deze soort. Het onderste uiteinde van de windingas ligt relatief hoog, de mondrand convergeert niet naar de navel met de binnenlip. De navel is open bij juveniele exemplaren, bij volwassen dieren is deze meestal bedekt door de mondrand.
Het oppervlak is grof en onregelmatig gestreept en fijn spiraalvormig gestreept. De basiskleur van de behuizing is witachtig of geelachtig. Van de meestal vijf banden zijn de drie onderste banden gewoonlijk relatief breed en volledig ontwikkeld, terwijl de twee bovenste banden erg smal zijn en/of opgedeeld in rijen vlekken. Maar de drie onderste banden kunnen in sommige populaties ook worden opgesplitst in rijen vlekken. Moeilijk is de identificatie van albino-exemplaren waarbij de kleurbanden volledig afwezig is.
Bij het kruipen op een horizontaal vlak bereikt het zachte lichaam een lengte van 40 tot 50 millimeter. De kop, nek en rug zijn grijsbruin tot zwartachtig, terwijl de zijkanten geelachtig wit zijn. Over de rug loopt een witte lijn, beginnend tussen de twee oogdragers, die duidelijk afsteekt tegen de donkere basiskleur van het lichaam. De voetzool is geelachtig wit, het uiteinde van de voet is stomp gekield. De sikkelgebogen kaken met afgeknotte uiteinden zijn donker hoornbruin van kleur. Het is 1,4 tot 1,7 mm breed en 0,7 tot 0,9 mm hoog en is voorzien van drie tot vier ribbels die over de boven- en onderrand hangen. De radula (rasptong) is 5,2 mm lang, 1,9 mm breed en heeft 144 tot 149 dwarsgelegen rij van tanden. Er zijn 41 tot 44 tanden in een semi-dwarsrij: een enkelpuntige centrale tand, de iets grotere, asymmetrische zijtanden zijn aanvankelijk ook enkelpuntig, gezien vanaf de centrale tand. Van de 10e tot 12e tand verschijnt er een kleine secundaire piek aan de buitenkant, die groter wordt met de tanden die verder naar buiten volgen. Tegelijkertijd wordt aan de binnenkant nog een kleine piek gevormd door de oorspronkelijke piek op te splitsen. De buitenste secundaire punt kan zich ook aan de buitenrand splitsen, zodat daar vierpuntige tanden kunnen verschijnen.

## Verspreiding en leefgebied
De soort is inheems in de Zwitserse, Franse en Noordwest-Italiaanse Alpen en de Jura in Frankrijk en Zwitserland en de Hoogrijn bij Schaffhausen. Vroeger was het te vinden aan de Duitse kant van de Hoogrijn bij Waldshut en in het Bovenrijndal tot aan Karlsruhe en Worms. Het laatste waarneming uit Baden-Württemberg dateert echter uit 1954. Sindsdien is het verdwenen en wordt het als uitgestorven beschouwd. Paul Hesse onderzocht 1920 exemplaren die hij had ontvangen uit de buurt van Waldshut. Sommige exemplaren uit de Hoogrijn bij Schaffhausen werden in 1878 in de Engelse tuin van Landsberg am Lech gevestigd. Wat er van deze kolonie geworden is, is onduidelijk. Macularia sylvativa is niet opgenomen in de Rode Lijst van bedreigde dieren en planten in Beieren. Dienovereenkomstig is de kolonie waarschijnlijk weer uitgestorven.
Macularia sylvativa leeft in schaarse bergbossen en vochtige weilanden nabij de bossen, tussen kalkhoudende keien en blokken tussen 500 en 2500 meter hoogte (Wallis). Het komt bijna uitsluitend voor op kalkrijke bodems en vereist een hoge luchtvochtigheid.